# Hansheinrich Trunz
Hansheinrich Trunz (* 16. September 1908 in Norkitten, Kreis Insterburg; † 23. November 1994 in Clausthal-Zellerfeld) war ein deutscher Agrarjournalist und Kulturhistoriker.
Hansheinrich Trunz war ein Sohn von August Trunz (1875–1963), der von 1907 bis 1935 Generalsekretär des Landwirtschaftlichen Zentralvereins in Allenstein war. 1931 machte Hansheinrich Trunz sein Abitur an der Herder-Oberrealschule in Mohrungen. Er arbeitete als Eleve in der Landwirtschaft, bevor er zum Studium nach Königsberg ging, wo er 1938 bei Werner Kirsch zum Dr. rer. nat. promovierte. Um nicht beim Reichsnährstand arbeiten zu müssen, legte Trunz 1939 an der Hochschule für Lehrerbildung Lauenburg die Staatsprüfung für das Lehramt ab. Er arbeitete an den Landwirtschaftsschulen in Sensburg und Preußisch Holland und ging dann zur Landwirtschaftlichen Beratungsstelle der Thomasphosphat-Fabriken in Königsberg. Während des Zweiten Weltkrieges geriet Trunz in sowjetische Kriegsgefangenschaft, aus der er 1948 krank entlassen wurde.
Er nahm seine alte Tätigkeit nun in Düsseldorf als Werbeleiter wieder auf. 1973 wurde er pensioniert  und lebte bis zum Tode seiner Frau 1989 in Mettmann, danach bei seinem älteren Sohn in Clausthal-Zellerfeld.
Hansheinrich Trunz war Mitgründer des Verbandes Deutscher Agrarjournalisten (VDAJ).
Gemeinsam mit seinem Bruder Erich Trunz pflegte und erweiterte er die Prussica-Sammlung des Vaters und übergab sie 1978 der Universitäts- und Landesbibliothek Münster.

## Schriften
- Pferde im Lande des Bernsteins. 1967 (2. Aufl. 1979)
- Landstallmeister Wilhelm von Burgsdorff, Trakehnen (1814–1842). 1988
- Apotheker und Apotheken in Ost- und Westpreußen (1397–1945). 2 Bände 1992/1996
- Die Geschichte der Papiermühlen Westpreußens einschließlich des Netzedistrikts. 2000 (mit Klaus Roemer)
- 200 Jahre Papiermühle Domkau (1658-1862). in: Osteroder Zeitung, 1974, Nr. 41, S. 37–49
- Schon der Orden brauchte Papier. in: Das Ostpreußenblatt, 1968, Nr. 19, S. 11
- Die ermländischen Papiermühlen Wusen und Wadang. in: Zeitschrift für die Geschichte und Altertumskunde Ermlands, Bd. 38, 1976, S. 54–79
- Der Einfluss der staatlichen und privaten Körordnungen auf die ostpreußische Pferdezucht. Dissertation, 1938